# Quadro de medalhas dos Jogos Pan-Americanos de 1983
Abaixo, as medalhas distribuidas nos Jogos Pan-Americanos de 1983 em Caracas, na Venezuela. Os Estados Unidos lideraram o número de medalhas de ouro no total das medalhas. Em negrito, o país sede.
| Quadro de Medalhas - Caracas 1983 | Quadro de Medalhas - Caracas 1983 | Quadro de Medalhas - Caracas 1983 | Quadro de Medalhas - Caracas 1983 | Quadro de Medalhas - Caracas 1983 | Quadro de Medalhas - Caracas 1983 |
| --------------------------------- | --------------------------------- | --------------------------------- | --------------------------------- | --------------------------------- | --------------------------------- |
| Pos.                              | País                              | Ouro                              | Prata                             | Bronze                            | Total                             |
| 1                                 | Estados Unidos                    | 137                               | 92                                | 56                                | 285                               |
| 2                                 | Cuba                              | 79                                | 53                                | 43                                | 175                               |
| 3                                 | Canadá                            | 18                                | 44                                | 47                                | 109                               |
| 4                                 | Brasil                            | 14                                | 20                                | 23                                | 57                                |
| 5                                 | Venezuela                         | 12                                | 26                                | 35                                | 73                                |
| 6                                 | México                            | 7                                 | 11                                | 24                                | 42                                |
| 7                                 | Argentina                         | 2                                 | 11                                | 22                                | 35                                |
| 8                                 | Porto Rico                        | 2                                 | 7                                 | 6                                 | 15                                |
| 9                                 | Colômbia                          | 1                                 | 7                                 | 13                                | 21                                |
| 10                                | Chile                             | 1                                 | 3                                 | 9                                 | 13                                |
| 11                                | Peru                              | 1                                 | 1                                 | 6                                 | 8                                 |
| 12                                | Uruguai                           | 1                                 | 0                                 | 2                                 | 3                                 |
| 13                                | Equador                           | 1                                 | 0                                 | 0                                 | 1                                 |
| 14                                | República Dominicana              | 0                                 | 7                                 | 7                                 | 14                                |
| 15                                | Trinidad & Tobago                 | 0                                 | 1                                 | 2                                 | 3                                 |
| 16                                | Bahamas                           | 0                                 | 1                                 | 0                                 | 1                                 |
| 16                                | Guatemala                         | 0                                 | 1                                 | 0                                 | 1                                 |
| 18                                | Jamaica                           | 0                                 | 0                                 | 6                                 | 6                                 |
| 19                                | Belize                            | 0                                 | 0                                 | 1                                 | 1                                 |
| 19                                | Panamá                            | 0                                 | 0                                 | 1                                 | 1                                 |